# 黃朝輔
黃朝輔（？—？）。廣東香山縣人，清朝政治人物。

## 生平
黃朝輔為道光九年（1829年）己丑科進士。道光十一年（1831年）八月，署任湖南永順府龍山縣知縣。